# Lo mejor de Bosé
Lo mejor de Bosé es el segundo álbum recopilatorio oficial (y el primero para el sello WEA) del cantautor español Miguel Bosé, fue lanzado al mercado el 26 de octubre de 1999 en Panamá.

## Antecedentes
Después de la corta promoción de su anterior álbum Laberinto y su limitado éxito, Miguel Bosé junto con su compañía de discos comienzan a trabajar en su siguiente LP inédito, para la cual comienza a grabar un par de canciones, No hay ni un corazón que valga la pena y Hacer por hacer.
Durante el trabajo de producción en España de este futuro LP, le es informado a Bosé del fallecimiento de un familiar. Para asistir al funeral, el 10 de abril de 1999, el cantante junto a su amiga mexicana Rebecca de Alba, conducían por la carretera a Extremadura, a la altura del Municipio de Peraleda de la Mata (al oeste de España) y tienen un accidente.
Aunque salió del hospital tres días después del accidente, Bosé tuvo consecuencias graves del accidente y tuvo que guardar reposo por varios meses así como usar corsé por algunos meses, interrumpiendo así, la grabación y trabajo para su siguiente disco.

## Realización
Ya con múltiples contratos para el lanzamiento de su siguiente trabajo musical, el en ese momento convaleciente Bosé y su compañía de discos deciden lanzar un álbum recopilatorio de éxitos. En este trabajo, para la promoción del mismo, se incluyeron dos temas previamente grabados y unas nuevas versiones más modernas de las canciones Nena y Amante bandido. El cantante afirma: «Había mucha demanda de mercado y tuve que improvisar. [...] Y luego le pedí a un joven DJ de 19 años que conocía muy bien mi carrera y era gran admirador, que me hiciese dos versiones “dance” de “Nena” y “Bandido” e hizo dos joyas históricas.» Como narra Bosé, este DJ fue Carlos Jean, quien empezó su carrera con estas mezclas, y que más tarde volvería a trabajar con Bosé en el disco Papito.
Se tomaron varias fotografías para la carátula y el libreto en formato de póster que traía el disco, en las que Miguel aparece un tanto desaliñado. Él mismo ha contado: «La foto fue hecha en mi casa, en la antigua Somosaguas, a la espera del alta del corsé. Lo llevaba puesto y estaba recién levantado, de ahí el desaliño», acabando con el misterio de la fotografía.

## Promoción
El primer sencillo que se seleccionó para promocionar este álbum fue No hay ni un corazón que valga la pena, la cual fue censurada en algunas radiodifusoras y canales de televisión conservadores debido a que dos veces en la letra dice "No hay un puto corazón". No obstante, hay otras canciones de Bosé con palabras malsonantes, como Millones de Km. de aquí, del disco Sereno, y Júrame del disco Cardio.
La segunda canción que se seleccionó para promocionar este álbum fue la versión discotequera del clásico de 1984 Amante bandido, con mayor aceptación y venta comercial que el primer sencillo; para promocionar este segundo sencillo se grabó un vídeo en una discoteca acompañado de varias chicas estilo go-go.
La tercera canción que se seleccionó para continuar con la promoción del álbum fue Hacer por hacer, la cual tuvo bastante éxito y aceptación.  Para la misma, se graba un vídeo donde se puede apreciar una recuperación completa del cantante de su accidente.
La cuarta canción para la promoción del álbum fue Nena '99, nueva versión de la célebre de 1986.

## Lista de canciones
| Lo mejor de Bosé |                                                                    |                                                                  |          |  |
| N.º              | Título                                                             | Del álbum                                                        | Duración |  |
| 1.               | «Amante bandido '99»                                               | Bandido (1984) en una regrabación                                | 4:17     |  |
| 2.               | «No hay ni un corazón que valga la pena»                           | Inédita                                                          | 4:08     |  |
| 3.               | «Nena '99»                                                         | Salamandra (1986) en una regrabación                             | 4:12     |  |
| 4.               | «Hacer por hacer»                                                  | Inédita                                                          | 4:04     |  |
| 5.               | «Muro»                                                             | 11 maneras de ponerse un sombrero (1998)                         | 4:23     |  |
| 6.               | «Sólo pienso en ti»                                                | 11 maneras de ponerse un sombrero                                | 3:23     |  |
| 7.               | «Este mundo va»                                                    | Laberinto (Edición Limitada) (1996)                              | 4:25     |  |
| 8.               | «No encuentro un momento pa' olvidar» (Versión editada para radio) | Laberinto (1995)                                                 | 4:42     |  |
| 9.               | «Nada particular»                                                  | Bajo el signo de Caín (1993)                                     | 6:02     |  |
| 10.              | «Si tú no vuelves»                                                 | Bajo el signo de Caín                                            | 4:42     |  |
| 11.              | «Los chicos no lloran» (Remasterizada)                             | Los chicos no lloran (1990)                                      | 3:35     |  |
| 12.              | «Bambú» (Remasterizada)                                            | Los chicos no lloran                                             | 4:53     |  |
| 13.              | «Duende»                                                           | XXX (1987)                                                       | 5:09     |  |
| 14.              | «Como un lobo»                                                     | XXX                                                              | 3:59     |  |
| 15.              | «Partisano»                                                        | Salamandra                                                       | 4:19     |  |
| 16.              | «Sevilla»                                                          | Bandido, en una presentación en vivo del disco Directo'90 (1990) | 5:01     |  |